# 명명권
명명권(命名權, naming rights)은 인간과 사물, 시설, 캐릭터 등에 대해 명명할 수 있는 권리이다. 1990년대 후반 이후 스포츠, 문화 시설 등의 명칭에 기업 이름을 붙이는 것이 성행하였다. 또한 과학의 세계에서도 새롭게 원소나 천체를 발견하면 발견자가 그 원소나 천체 학명에 자신의 이름을 명명권을 가지는 관습이 있다.

## 사람의 명명권
세계의 많은 지역에서 부모 또는 부모로부터 위탁을 받은자가 신생아의 이름을 명명하고 있다. 명명권의 남용이라고 인정되는 경우 사회통념상 부적당하다고 인정되는 경우에는 호적 신고가 접수되지 않을 수도 있다. (예 : 일본의 악마짱 사건)

## 과학 분야의 명명권
원소에 대해서는 명칭이 확정되지 않은 새로운 원소는 IUPAC의 명명법에 의한 원소의 계통 이름으로 불린다. IUPAC 및 IUPAP에 의해 발견이 인정되면, 발견자의 이름을 지정할 권한이 발생하여 IUPAC의 승인을 거쳐 최종적으로 이름이 확정된다. 천체는 소행성에 대해서만 발견자 이름을 명명할 수 있는 권리가 부여되며, IAU 천체 명명위원회의 심사를 거쳐 선정된다. 왜행성의 경우 명명 규칙은 정해져 있지 않지만, 발견자의 이름을 따기도 한다. 또한 혜성은 발견자의 이름을 붙일 수 관습이 있지만, 발견자가 어떤 이름을 제안하는 권한을 가진 것은 아니다. 생물의 학명은 기재자가 명명권을 가진다.

## 스포츠·문화 분야의 명명권
1990년대부터 전 세계적으로 스포츠 시설이나 프로페셔널 스포츠 대회 등의 명칭에 기업 이름을 붙이는 것이 성행하기 시작하였다.

## 같이 보기
- 스폰서